# Direktiv
 Der er for få eller ingen kildehenvisninger i denne artikel, hvilket er et problem. Du kan hjælpe ved at angive troværdige kilder til de påstande, som fremføres i artiklen.

omhandler kun EU-forhold
Et direktiv er en blandt flere typer af retsakter, som Den Europæiske Union udsteder for at håndhæve sine beføjelser i henhold til EU- og EUF-traktaterne.
Et direktiv er med hensyn til det tilsigtede mål bindende for enhver medlemsstat, som det rettes til, men overlader det til de nationale myndigheder at bestemme form og midler for gennemførelsen. Gennemførelse sker typisk i form af justeringer i eksisterende love og/eller udstedelse af nye bekendtgørelser. Først når en regel i et direktivet er gennemført i en stats lovgivning, kan borgerne i staten støtte ret på reglen; og i så faldt støtter man sin ret på reglen, som den fremstår i den nationale lovgivning, og ikke på reglen, som den fremgår af direktivet.
Derfor adskiller direktiverne sig fra fx forordninger, som er almengyldige, bindende i alle enkeltheder og umiddelbart gyldige i hver medlemsstat. Visse direktiver, blandt andet i miljøspørgsmål er desuden underordnet bestemmelserne i Århuskonventionen.

## Eksempler på direktiver
- Servicedirektivet[5]
- Nitratdirektivet[6]
- Habitatdirektivet[7]
- Fuglebeskyttelsesdirektivet[8]